# Tommaso Leoni
Tommaso Leoni (Asiago, 14 dicembre 1991) è uno snowboarder italiano.

## Biografia
Nato ad Asiago, in provincia di Vicenza, nel 1991, inizia con lo sport a 9 anni, praticando lo sci di fondo, passando all'età di 13 anni allo snowboard, specializzandosi nello snowboard cross, ma partecipando ad inizio carriera anche a gare di slalom gigante e slalom gigante parallelo.
Partecipa alle sue prime gare importanti dal 2007, a 16 anni non compiuti.
Debutta in Coppa del Mondo il 14 marzo 2012 in Valmalenco. Esattamente 9 mesi dopo, il giorno del suo 21º compleanno, ottiene il suo miglior risultato, arrivando 5º a Telluride, negli USA, risultato che ripeterà il 9 marzo 2013 e l'11 marzo 2014, in entrambi i casi in Svizzera, prima ad Arosa e poi a Veysonnaz.
Nel 2013 partecipa ai Mondiali di Stoneham, in Canada, nello snowboard cross, qualificandosi agli ottavi con il 22º tempo (1'04"90), passando il suo ottavo con il 3º posto, ma venendo eliminato ai quarti, dove arriva 4º.
L'anno successivo arriva il suo miglior piazzamento in Coppa del Mondo di snowboard cross, un 16º posto, e la partecipazione ai Giochi olimpici di Soči 2014, dove termina la gara di snowboard cross ai quarti di finale, nei quali arriva 6º, dopo aver passato il suo ottavo con il 3º posto.
Nel 2015 prende parte di nuovo ai Mondiali, stavolta a Kreischberg, in Austria, venendo eliminato ai quarti di finale, dopo aver passato le qualificazioni con il 4º tempo e aver vinto il suo ottavo.
Anche ai Mondiali 2017, sulla Sierra Nevada, in Spagna, si ferma ai quarti, dopo essere arrivato 33º nelle qualificazioni e 3º nel suo ottavo. Nell'occasione partecipa anche alla gara a squadre, insieme ad Emanuel Perathoner, non terminando i quarti di finale.

## Palmarès

### Coppa del Mondo
- Miglior piazzamento nella Coppa del Mondo di snowboard cross: 16º nel 2014.